# Zadąbrowie (powiat przemyski)
Zadąbrowie – wieś w Polsce, położona w województwie podkarpackim, w powiecie przemyskim, w gminie Orły.
W latach 1975−1998 miejscowość administracyjnie należała do województwa przemyskiego.

## Części wsi
| SIMC    | Nazwa        | Rodzaj    |
| ------- | ------------ | --------- |
| 0607720 | Nowe Osiedle | część wsi |

We wsi znajduje się drewniana cerkiew greckokatolicka pw. Zaśnięcia Bogarodzicy.
Wieś zamieszkana była głównie przez Ukraińców (740 na 760 mieszkańców w 1938). Po ich wysiedleniu w 1947 cerkiew pełniła funkcję kościoła rzymskokatolickiego. W 1984 cerkiew została przesunięto o kilkadziesiąt metrów na wschód, a na jej miejscu zbudowano nowy kościół. W 2011 podjęto się gruntownej konserwacji cerkwi. Trwają prace budowlane związane z jej ponownym przesunięciem. Ma ona pełnić rolę kaplicy na cmentarzu komunalnym we wsi Zadąbrowie.